# Cratère de Yarrabubba

Anomalie magnétique composite de l'impact de Yarrabubba dans le Craton de Yilgarn (Erickson et al., revue Nature 2020). L'image combine l'intensité magnétique totale (TMI, couleurs froides à chaudes) avec la deuxième dérivée verticale des données d'intensité magnétique totale (2VD, niveaux de gris). L'anomalie démagnétisée centrée sur les affleurements de Barlangi est considérée comme le résidu érodé du domaine de soulèvement central, qui constitue la base du diamètre du cratère de 70 km. Des anomalies linéaires proéminentes et étroites qui recoupent la zone démagnétisée avec des orientations largement est-ouest sont des dykes mafiques qui post-datent la structure d'impact.

Le cratère de Yarrabubba est un cratère d'impact situé entre les villes de Sandstone et de Meekatharra en Australie-Occidentale.
Son diamètre est compris entre 30 et 70 km, et son âge est estimé à 2,229 milliards d'années, ce qui en fait la plus ancienne structure d'impact connue sur Terre. 
Le cratère original a été érodé et n'est plus visible ni sur le terrain ni sur les photos satellites. Il a été mis en évidence par des indices géologiques et des mesures magnétiques.

## Découverte
Dans les années 2000 des séries de mesures magnétiques aéroportées ont mis en évidence l'existence d'une anomalie quasiment circulaire de plusieurs kilomètres de diamètre. Des recherches géologiques sur le terrain ont permis de découvrir des cônes de percussion et des quartz choqués, prouvant ainsi l'existence d'un cratère d'impact sur le site.
Une datation précise à l'uranium-plomb sur la monazite recristallisée par le choc et sur les zircons réinitialisés en même temps a fourni un âge de 2 229 ± 5 Ma (millions d'années). Cet impact a eu lieu au cours du Paléoprotérozoïque durant la période du Rhyacien à une époque où la Terre sous l'effet de la glaciation huronienne était presque entièrement couverte de glaces (Terre boule de neige).

## Conséquences possibles de l'impact
D'après certains scientifiques, le cratère de Yarrabubba coïnciderait, aux incertitudes près, avec les derniers dépôts sédimentaires d'origine glaciaire du Paléoprotérozoïque, la diamictite de Rietfontein en Afrique du Sud, dont l'âge est évalué à 2 225 ± 3 Ma. Des simulations d'impact numériques indiquent qu'un cratère de 70 km de diamètre dans un glacier continental pourrait libérer instantanément entre 8,7 × 1010 et 5,0 × 1012 tonnes de vapeur d'eau dans l'atmosphère. Cette vaporisation soudaine jusque dans la stratosphère pourrait avoir créé un fort effet de serre et ainsi contribué au dégel de la Terre.
D'autres chercheurs sont cependant sceptiques sur le fait que le cratère de Yarrabubba, qui ne représente qu'un tiers de la taille du cratère de Chicxulub responsable de la cinquième extinction massive il y a 66 millions d'années, aurait pu avoir un effet si important sur le climat.